# Catholicisme aux Émirats arabes unis
 (mai 2019).
Si vous disposez d'ouvrages ou d'articles de référence ou si vous connaissez des sites web de qualité traitant du thème abordé ici, merci de compléter l'article en donnant les références utiles à sa vérifiabilité et en les liant à la section « Notes et références ».
L'Église catholique aux Émirats arabes unis fait partie de l'Église catholique mondiale. 

## Nombre de fidèles
Il y a plus de 200 000 salariés étrangers catholiques aux Émirats arabes unis, dont la majorité sont des Philippins, des Indiens, des Américains, des Libanais ou des Européens. En 2021, RCF estime le nombre de chrétiens à un million, appartenant à plus de 180 nationalités. 

## Histoire
Du 3 au 5 février 2019, le pape François réalise une visite officielle aux Émirats arabes unis, visant à renforcer le dialogue inter-religieux, mais aussi à se rapprocher de la communauté chrétienne locale. Il célèbre notamment une messe en plein air devant plus de 130 000 personnes, rassemblées dans le stade Cheikh-Zayed d'Abou Dabi.

## Organisation
Le pays fait partie de l'aire du Vicariat apostolique d'Arabie méridionale. Abou Dabi est le siège de son vicariat apostolique, l'évêque Paul Hinder. Aux Émirats arabes unis, le Vatican est représenté par l'archevêque Paul-Mounged El-Hachem. 

## Églises de la région
Selon les règles imposées par le pays, les églises catholiques se doivent d’être discrètes, sans clocher et sans croix apparentes.
- Église Saint-Michel de Charjah